# 龙溪镇 (巫山县)
龙溪镇，是中华人民共和国重庆市巫山县下辖的一个乡镇级行政单位。

## 行政区划
龙溪镇下辖以下地区：
龙溪场镇社区、龙溪村、双河村、千丘村、老鸦村、向狮村、三湾村、龙坦村、铁厂村、华山村、下安村、马岭村、金柿村和天城村。